# 維吉爾梵蒂岡抄本
維吉爾梵蒂岡抄本（Vergilius Vaticanus或Vergilius Vaticanus）（梵蒂岡宗座圖書館，Cod. Vat. lat. 3225）是一份古典時代晚期的泥金裝飾手抄本，內容包含維吉爾的《伊尼亞斯紀》和《農事詩》的片段，公元400年左右製作於羅馬，是伊尼亞斯紀現存最古老的文本出處之一。古典文學的泥金裝飾手抄本今僅存三本，維吉爾梵蒂岡抄本是其中之一，同時也是最古老的一本。

## 内容
另外兩本現存的古典文學的泥金裝飾手抄本是維吉爾羅馬抄本和伊里亞德盎博羅削抄本 。梵蒂岡宗座圖書館所收藏的另外兩份古典時代維吉爾泥金裝飾手抄本為維吉爾羅馬抄本（梵蒂岡宗座圖書館，Cod. Vat. lat. 3867）或無插圖的維吉爾奧古斯都抄本 。
維吉爾創作了《伊尼亞斯紀》這部羅馬文學經典。他運用了生動的場景位置和情感，透過故事中的詩歌來創造意象。內容討論了伊尼亞斯與戰友在特洛伊戰爭結束後逃離特洛伊城，在海上漂流，最終到達他們在義大利的目的地。敘事主題包括愛、失去和戰爭。特洛伊戰爭是維吉爾之後的一系列史詩的靈感泉源與催化劑。

## 出處
插圖是由三位不同的畫家繪製在圖像抄本來加入。第一位畫家繪製《農事詩》和部分《牧歌集》，只有兩位繪製《伊尼亞斯紀》。每位藝術家的插圖表現因能力差異而容易區分。第一位藝術家以其對空間透視和解剖學的了解而聞名。他在《農事詩》和《牧歌集 》中創作的插圖十分看重創造距離感和風景的技巧，在其《農事詩》的插圖中可以發現牛群被帶到水邊的插圖。背景中的每個人物和物品皆可透過逼真的空間排列來辨別。
第二位創作《伊尼亞斯紀》的藝術家對空間透視不如第一位藝術家熟悉。他在「發現迦太基」的插圖中，將建築物內的人群、人物、山脈一同呈現，與第一位藝術家形成引人注目的對比。第三位藝術家的插圖中有空間透視、寫實的空間和人物的思想。他盡自己所能，根據他在人體解剖學方面的技能描繪了一個現實的背景。其中一個例子是在《蒂朵輓歌》中已故的蒂朵靜靜地躺在她裝飾精美的臥室中。
目前存世的有手抄文本76頁，插圖50幅。 若按當時的慣例，這些手抄文本應包含維吉爾的所有經典作品，那麼維吉爾梵蒂岡抄本最初會有大約440頁手抄文本和280幅插圖。插圖畫於框線内，包括風景、建築和其他方面的細節。
許多書頁是以碎片形式保存下來，根據碎片很容易將原書還原，有些碎片以四或五個一組，其中50張插圖損毀嚴重。維吉爾的經典作品包含440張書頁和280幅插圖，當時習慣不附帶任何引言，閱讀起來簡單方便。沒有證據表明有其他顯然更古老的書可以作為參考來比較品質差異。
在維吉爾作品集的多個版本中，維吉爾梵蒂岡抄本是最早以手抄冊頁（Codex）的形式書寫的版本，可能是從一组卷轴中抄錄而來，這導致文本傳播情形不夠清晰。有一個組織良好的工作室創造了維吉爾梵蒂岡抄本。一位抄寫員透過在文字中的某些位置留出空格，計劃在抄寫文字時加入插圖。
出於傳統和方便，三位藝術家繪製了插圖的圖像模型。畫家為了完成這項工作，研究並改編了一套插圖卷軸，作為《伊尼亞斯紀》的圖像模型。
這些小插圖被畫在莎草紙卷軸風格的文字欄之中。

### 文本和手稿
文字是由一位抄寫員以俗體大寫字母（rustic capitals）書寫，在那個時代，單字與單字之間是沒有空格的。一位抄寫員使用古典時代晚期的棕色墨水寫下整部書。以八倍放大率檢查時發現，墨跡沒有縫隙，看起來光滑且保存完好。與同時期的其他手抄文本相比，維吉爾梵蒂岡抄本的保存狀況非常良好，同時期的其他手抄文本可能由於準備不當，導致以橡木果仁和硫酸亞鐵製成的墨水脫離羊皮紙。為了區分筆劃粗細，抄寫員使用的是修剪過的寬筆。這支筆幾乎是以60度的角度拿著，大多數筆劃都在這個角度上完成。

### 插圖
這些微型畫被置於文字欄中，但有幾幅微型畫會佔據一整頁。人物畫採用古典風格，比例自然，表現生動。插圖往往能很好地傳達出深度的錯覺，還將灰色底色融入玫瑰色、紫羅蘭色或藍色的條紋來描繪風景，給人朦朧的遠景印象。室內場景是根據早期對透視法的理解來繪製，從偶爾犯下的錯誤，表明畫家並沒有完全理解所使用的模型。這些微型畫的風格與現存的奎德林堡伊塔拉碎片微型畫（Quedlinburg Itala fragment）有很多共同之處，也有人將其與龐貝發現的壁畫進行比較。每幅微型畫都有一個比例相稱的人物，風景營造出朦朧的效果，以古典時代的建築和服裝為特色。
流行的神話故事，比如《海拉斯與寧芙》等，透過九幅倖存的《農事詩》插圖呈現出來，由熟練掌握田園和風俗場景的描繪技巧的藝術家繪製。在 《伊尼亞斯紀》中也有插圖，但《農事詩》插圖的藝術設計更為出色。這些插圖沒有裝飾的邊框、彩繪的背景或風景設定，只使用最基本的元素來講述故事，透過最少的人物和物品來傳達情節。維吉爾梵蒂岡抄本既沒有邊框也沒有背景彩繪，而是以類似莎草纸捲軸的風格呈現。

#### 微型畫

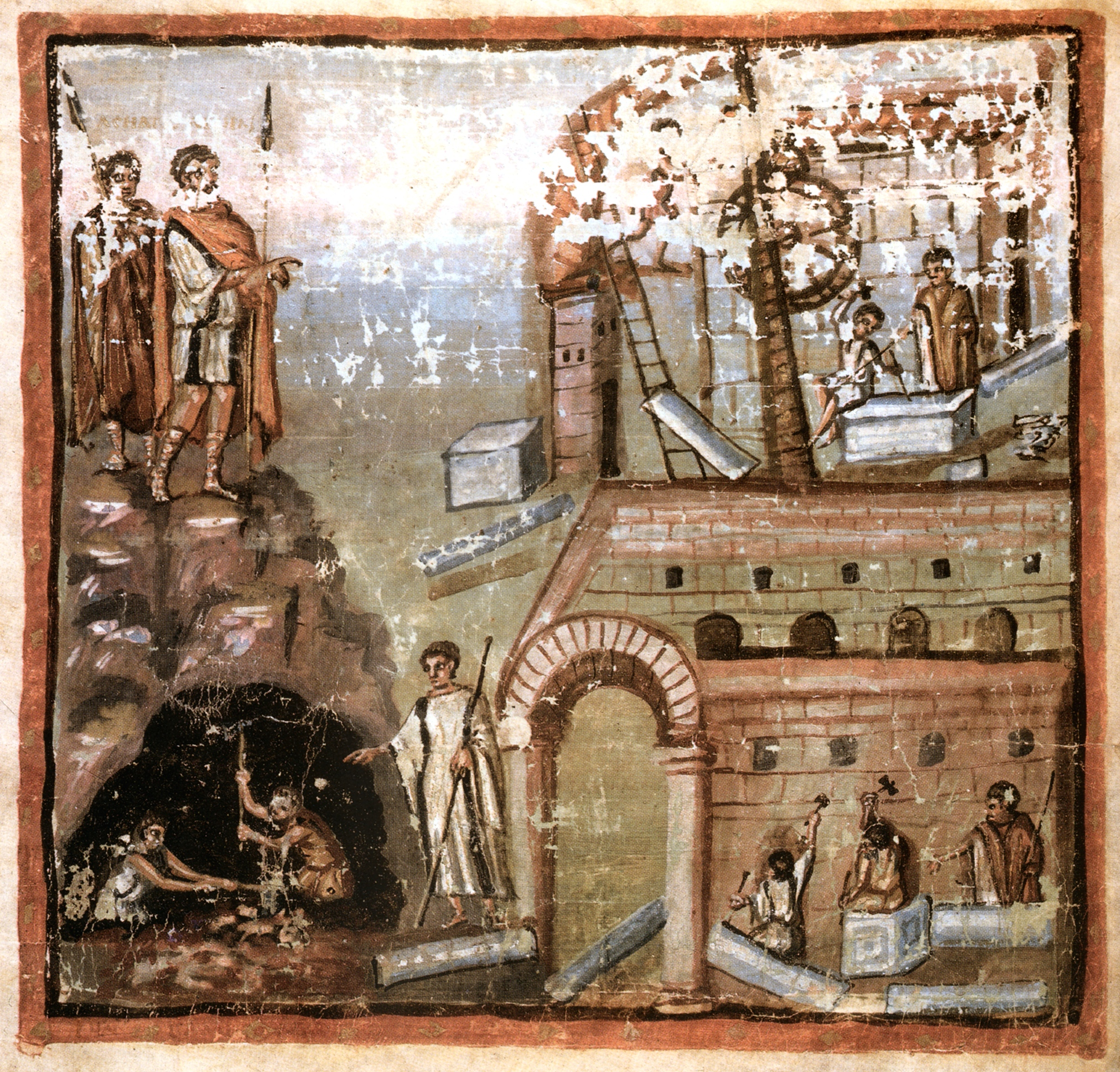
伊尼亞斯和阿凱提茲發現迦太基，第13對開頁右頁

其中一幅重要的微型畫描繪了伊尼亞斯和阿凱提茲發現迦太基的情景（對開頁 13）。為了捕捉這座城市急速發展和和睦的景象，畫家犧牲了追求畫面精準性的風格。在畫面中，兩個特洛伊人站在懸崖上俯瞰迦太基，但缺乏透視效果。阿凱提茲和伊尼亞斯的區分方式是透過頭頂上的標記。伊尼亞斯身上也有可供辨識的材料，如破舊的布簾服飾，因此也不用辨識阿凱提茲。伊尼亞斯笨拙的解剖結構是藝術家用流暢厚重的筆觸創造出來的，布料遮住身體，從而不自然地定位出雙腿。與阿凱提茲不同，伊尼亞斯伸展的身體姿態暗示他正在說話。為了完整傳達文字內容，伊尼亞斯的右側採用了笨拙的視角，勾勒出迦太基的輪廓。在伊尼亞斯下方的採石場中有兩名工人和一名監工正在採掘建築原料。背景顯示了石拱和石牆，而監工正在監視石匠。

### 材料
製作書籍的第一個步驟是準備 220 張尺寸為 25 x 43 公分（10 x 17 英吋）的羊皮紙。這與當時其他奢華的手抄文本相當，有些手抄文本需要大約 74 隻羊才得以完成。維吉爾梵蒂岡抄本上破了幾個洞，但仍保存得相當完好。羊皮紙非常薄，表面光滑，被描述為那個時代最高級的書。毛面略帶黃色，形成捲曲，肉面則呈白色。羊皮紙長時間使用將導致其劣化，幸運的是，使用時間取決於羊皮紙的堅硬程度。

## 註記
1. 1 2 3 4 5 6 7  Wright, David H. . Los Angeles: University of California Press. 1993.
2. 1 2  Ingo F. Walther, Norbert Wolf, 2005, Codices illustres, The world’s most famous illuminated manuscripts, Köln, Taschen. p. 52
3. ↑  Harris, Stephen L; Platzner, Gloria. . New York: McGraw-Hill. 2012: 840–923. ISBN 9780073407524.
4. 1 2 3  Sloane, Kelly. . Undergraduate Humanities Forum. 31 July 2007, 13: 2  [2023-10-27]. （原始内容存档于2022-09-29）.
5. ↑  Kulikowski, Michael. . London: Profile Books. 2019. ISBN 9781782832461.

## 外部連結
- Complete reproduction of Vergilius Vaticanus (Digital version at DigitaVaticana) （页面存档备份，存于）
- More information at Earlier Latin Manuscripts （页面存档备份，存于）